# Wolkenpanther
Wolkenpanther (Originaltitel: Airborn) ist ein Jugendroman des kanadischen Schriftstellers Kenneth Oppel. Erzählt wird die Geschichte von Matt, der auf einer Reise mit dem Luftschiff Aurora das Mädchen Kate kennenlernt, Piraten bekämpfen muss und den mysteriösen Wolkenpanther entdeckt. Es ist das einundzwanzigste Buch von Kenneth Oppel und kann verschiedenen literarischen Genres zugeordnet werden. Neben einer Einordnung als Jugendroman kann es dem Genre Steampunk und Fantasy zugeschrieben werden. Zu dem Buch gibt es zwei Folgebände: Wolkenpiraten und Sternenjäger.
Wolkenpanther wurde am 5. Februar 2004 beim kanadischen Verlag HarperCollins in englischer Sprache veröffentlicht und umfasst 321 Seiten. Die deutsche Übersetzung erschien am 24. März 2005 bei Beltz & Gelberg und umfasst 552 Seiten. Anja Hansen-Schmidt übersetzte das Buch ins Deutsche. Das Buch ist unter anderem in Frankreich, Japan, Russland und Portugal publiziert worden.
Wolkenpanther wurde unter anderem mit dem Ruth and Sylvia Schwartz Children’s Book Award (2005) und dem Red Maple Award (2005) ausgezeichnet.

## Inhalt
Matt Cruse ist Schiffsjunge auf dem Luxus-Liner-Zeppelin Aurora. Auf dem Weg nach Sydney wird der Zeppelin von Luftpiraten überfallen und fast zerstört. Das Luftschiff stürzt ab und kann gerade noch auf einer unbekannten Südseeinsel landen. Matt und Kate, die Passagier auf dem Schiff war, überleben und fangen an auf der Insel nach unbekannten Flugwesen, den „Wolkenpanthern“, zu suchen, die Kates Großvater angeblich kurz vor seinem Tod entdeckt hat. Doch dann geraten Matt und Kate in große Gefahr, als sich herausstellt, dass die Insel die Geheimbasis der Luftpiraten ist.

### 1. Kapitel – Schiffsauge
Das Luftschiff Aurora ist auf dem Weg nach Sydney. Matt Cruse hält im Krähennest Wache, als er einen Heißluftballon bemerkt, der nicht weit weg von der Aurora in der Luft treibt. Der Kapitän versucht den Ballon anzufunken, doch als sich niemand meldet, entscheidet er den Ballon in das Luftschiff zu holen. In einem gefährlichen Manöver, für das sich Matt freiwillig meldet, schafft es die Mannschaft, den Ballon zu retten. Im Korb des Ballons finden sie den bewusstlosen Piloten. Wenige Stunden später besucht Matt den Piloten auf der Krankenstation. Der Arzt sagt ihm, dass es nicht gut um ihn steht. Als Matt am Krankenbett sitzt, erwacht der Pilot. Er fragt Matt, ob er sie gesehen hat, und fügt hinzu, dass sie wunderschön seien. Matt weiß nicht, wovon der Mann redet, doch bevor er mehr herausfinden kann, stirbt der Pilot.

### 2. Kapitel – Luftschiff hoch!
Ein Jahr später macht sich die Aurora erneut auf den Weg nach Sydney. Sie läuft in Löwentorstadt, Matts Heimat, aus. Matt ist Kabinensteward auf der Aurora und gerade dabei, den Passagieren nach dem Abflug das Frühstück zu servieren, als draußen ein Ornithopter gefährlich nah am Luftschiff vorbeifliegt. Neugierig darauf, was vor sich geht, macht sich Matt auf zur Kommandobrücke. Dort steht der Kapitän bereits in Kontakt mit dem Piloten des Ornithopters und erfährt von ihm, dass er zwei Passagiere dabei hat, die den Abflug der Aurora verpasst haben. Der Ornithopter kann an Bord des Luftschiffes geholt werden und das Mädchen Kate de Vries und ihre Anstandsdame Marjorie Simpkins steigen aus. Matt begrüßt die neuen Passagiere an Bord der Aurora und informiert Kate, dass es später am Morgen eine Schiffsführung geben wird.

### 3. Kapitel – Kate
Als Matt gerade das Frühstück für die neuen Passagiere vorbereitet, wird er in die Kabine des Kapitäns gerufen. Gerüchte sind herumgegangen, dass einer der Segelmacher der Aurora das Schiff verlassen will, und Matt macht sich Hoffnungen, dass der Kapitän ihm die Position anbieten will. Doch als er das Gesicht des Kapitäns sieht, weiß Matt, dass es schlechte Nachrichten gibt. Kapitän Walken erklärt, dass er Matt als Segelmacher einstellen wollte, doch dass er gezwungen ist, stattdessen Bruce Lunardi einzustellen. Bruce ist der Sohn von Otto Lunardi, einem Unternehmer, dem eine große Flotte Luftschiffe gehört, unter anderem auch die Aurora. Kapitän Walken entschuldigt sich bei Matt und dieser verlässt schnell die Kabine, um nicht zu zeigen, wie traurig er ist.
Es ist Zeit für die Schiffsführung, doch Kate de Vries ist die einzige Passagierin, die die Tour mitmachen möchte. Matt führt sie durch die Aurora, doch ist in Gedanken weiterhin bei dem Gespräch mit Kapitän Walken. Kate interessiert sich sehr für das Luftschiff und hört aufmerksam zu und schon bald führen sie und Matt ein lebhaftes Gespräch. Als die Tour beendet ist, fragt Kate plötzlich nach dem Ballonfahrer, den Matt und die Crew ein Jahr zuvor gerettet haben, und es stellt sich heraus, dass er Kates Großvater war. Matt erzählt Kate von den letzten Worten ihres Großvaters und fragt sie, ob sie weiß, von was er geredet hat. Sie gibt zu, dass sie es nicht weiß, doch dass sie an Bord ist, um genau das herauszufinden.

### 4. Kapitel – Heiße Schokolade für zwei
Matt lernt beim Essen Bruce Lunardi kennen. Obwohl er eigentlich wütend auf Lunardi ist, weil er den Job bekommen hat, der eigentlich Matt zustand, muss Matt zugeben, dass Lunardi witzig und freundlich ist. Um der Situation aus dem Weg zu gehen, geht Matt früher zur Arbeit, wo er erneut auf Kate und Miss Simpkins trifft. Kate hat kurz die Möglichkeit, mit Matt zu reden, und gibt ihm das Notizbuch ihres Großvaters. Sie sagt Matt, dass er es lesen und dann zu ihr Kontakt aufnehmen soll.

### 5. Kapitel – Das Logbuch der Sturmvogel
Matt kehrt in seine Kabine zurück und fängt sofort an in dem Notizbuch zu lesen. Benjamin Molloy, Kates Großvater, hatte damals vor, mit seinem Heißluftballon die Erde zu umsegeln. Er flog in Cape Town los und über den Indischen Ozean bis nach Australien. Von dort aus reiste er weiter nordöstlich. Matt erreicht die Stelle im Notizbuch, die Kate markiert hat. Molloy berichtet zum ersten Mal von den unbekannten Wesen und von der Insel, die er entdeckt hat. Er beschreibt die unbekannten Wesen als große Säugetiere mit Flügeln, die scheinbar nur in der Luft leben und nie landen müssen. Über mehrere Tage beobachtet er eine ganze Herde. Eines Tages kann er dabei zuschauen, wie mehrere Weibchen der Herde in der Luft gebären. Bei einem der Babys spannen sich die Flügel jedoch nicht auf und so fällt es unkontrolliert durch die Luft, bis es zwischen den Bäumen der Insel verschwindet. Molloy fügt seinen Beobachtungen viele Skizzen von den Kreaturen und von der Insel hinzu.
Danach wird die Handschrift von Molloy immer undeutlicher und verschwommener, so als wäre er in einen schweren Sturm geraten. Der letzte Eintrag im Notizbuch handelt davon, dass Molloy in der Ferne ein Luftschiff entdeckt hat und versuchen will, einen Notruf auszusenden.
Matt schläft schlecht. Am nächsten Morgen kann er Kate das Notizbuch zurückgeben und sich kurz mit ihr unterhalten, doch sie merkt schnell, dass Matt nicht davon überzeugt ist, dass die Notizen ihres Großvaters der Wahrheit entsprechen. Sie erklärt, dass es noch viel unerforschten Luftraum gibt und dass vieles möglich ist. Matt verspricht ihr, in Erfahrung zu bringen, an welchem Punkt ihrer Reise sie den Koordinaten, die Benjamin Molloy für die Insel vermerkt hat, am nächsten sein werden.

### 6. Kapitel – Szpirglas
Vor seiner Arbeit kontrolliert Matt die Koordinaten der Aurora und findet heraus, dass sie der Insel am nächsten Morgen am nächsten sein werden. Beim Abendessen lässt er Kate heimlich einen Zettel mit der Information zukommen.
Matt hat eine Schicht im Ausguck der Aurora und beobachtet den Sternenhimmel, als sich plötzlich etwas auf ihn zubewegt. Matts Fantasie spielt verrückt, doch dann stellt sich heraus, dass es nur ein Albatros war. Matt klettert auf die Außenseite der Aurora, um den Vogel zu vertreiben, als er ein Luftschiff sieht, das genau auf sie zusteuert. Er gibt dem Kapitän Bescheid und dieser versucht auszuweichen, doch schnell wird klar, dass es sich bei dem anderen Luftschiff um Piraten handelt. Die Piraten schaffen es, die Aurora zu entern, und treiben die Mannschaft und die Passagiere zusammen, während sie gleichzeitig alles Wertvolle mitnehmen. Kapitän Walken lässt die Piraten gewähren, um die Crew und die Passagiere zu beschützen, vor allem nachdem er sieht, dass der Anführer der Piraten Vikram Szpirglas ist, der für seine Skrupellosigkeit bekannt ist. Doch dann versucht der Funkoffizier Mr. Featherstone heimlich einen Notruf abzugeben und Szpirglas erschießt ihn. Die Piraten verlassen daraufhin das Luftschiff, doch als sie auf ihr eigenes Luftschiff zurückkehren, werden sie unerwartet von einem Sturm ergriffen. Das Schiff der Piraten wird gegen die Aurora getrieben und die Propeller reißen große Löcher in ihre Hülle.

### 7. Kapitel – Sinkflug
Die Aurora ist schwer beschädigt und alle Segelmacher gehen sofort an die Arbeit, um die Löcher in der Außenhülle des Luftschiffs zu flicken. Da alle Hilfe benötigt wird, legt auch Matt mit Hand an und arbeitet ganz in der Nähe von Bruce Lunardi. Alle arbeiten so schnell sie können, doch das Luftschiff sinkt immer weiter. Der Kapitän ruft die Mannschaft schließlich zusammen und verkündet, dass sie das Schiff evakuieren müssen, bevor er es im Wasser notlanden muss. Da sieht Matt plötzlich einen Berggipfel. Direkt vor ihnen erscheint eine Insel und der Kapitän schafft es, die Aurora sicher am Strand zu landen.

### 8. Kapitel – Die Insel
Während die Mannschaft daran arbeitet, das Luftschiff zu reparieren, werden die Passagiere am Strand mit Frühstück versorgt. Matt wird ins Bett geschickt, doch er kann nicht schlafen und so macht er sich mit seinem Freund Baz und Bruce Lunardi auf den Weg, um auf der Insel Trinkwasser zu finden. Am Strand treffen sie auf Kate, die schon auf eigene Faust angefangen hat die Insel zu erkunden und dabei auch einen Bach gefunden hat. Sie gehen zurück zum Schiff, um dem Kapitän die Neuigkeiten mitzuteilen, und Kate erzählt Matt, dass sie vermutet, dass sie auf genau der Insel gelandet sind, von der ihr Großvater in seinem Notizbuch erzählt hat. Matt ist skeptisch, doch als er die Zeichnung der Insel im Notizbuch sieht, muss er sich eingestehen, dass Kate Recht hat.

### 9. Kapitel – Knochen
Sobald Matt zugegeben hat, dass Kates Vermutung stimmt, läuft Kate in den Wald. Matt sieht keine andere Möglichkeit, als ihr zu folgen. Alles woran Kate noch denken kann, sind die geheimnisvollen Wesen, die ihr Großvater beschrieben hat. Sie will unbedingt das Skelett des Wesens finden, das laut der Beobachtung ihres Großvaters vom Himmel auf die Insel gestürzt ist. Matt weiß, dass er auf der Aurora gebraucht wird, und möchte zurückkehren, doch als er merkt, dass Kate keinerlei Orientierung zu haben scheint, hat er Angst, sie alleine zu lassen. Sie laufen für einige Zeit durch den Wald, doch können nichts entdecken. Dann werden sie von einer Schlange verfolgt und schaffen es gerade noch, sich auf einem Baum in Sicherheit zu bringen. Dort finden sie überraschend ein Skelett. Es ist noch vollkommen intakt und Matt denkt zuerst, dass es das Skelett eines Panthers ist. Doch dann bemerkt er, dass das Wesen Flügel hatte, und es ist klar, dass es sich um die Kreatur handelt, die Benjamin Molloy beobachtet hat. Kate will unbedingt zurückkehren und das Skelett mitnehmen und nachdem Matt ihr versichert, dass er die Stelle im Wald wiederfinden kann, gehen sie zusammen zum Schiff zurück.

### 10. Kapitel – Flugtauglich
Kate und Matt hatten gehofft, dass sie unbemerkt zum Schiff zurückkehren können, doch als sie am Strand ankommen, sehen sie, wie Kates Anstandsdame Miss Simpkins den Kapitän anschreit. Matt darf als Kabinensteward keinen Umgang mit den Passagieren pflegen und ist auch zum ersten Mal in seinem Leben zu spät zu seinem Dienst erschienen. Kate versucht die Situation zu schlichten und entschuldigt sich bei Matt dafür, dass sie ihn in Schwierigkeiten gebracht hat. Der Kapitän eröffnet Matt, dass sie noch genug Gas in den Zellen haben, um die Aurora wieder abheben zu lassen. Die Mannschaft macht sich daran, das Luftschiff zu entladen und so viel Ballast wie möglich loszuwerden, damit das Schiff leichter ist und einfacher fliegen kann. Als sie fertig sind, binden sie die Leinen los und sehen mit großer Erleichterung, dass die Aurora in die Luft steigt. Sie wird erneut festgebunden, damit die letzten Reparaturarbeiten erledigt werden können.
Beim Abendessen bleibt Kate länger als die anderen Gäste, um mit Matt reden zu können. Sie erinnert ihn daran, dass er ihr versprochen hat noch einmal in den Wald zurückzukehren, um das Skelett zu holen. Sie verabreden sich zum Morgengrauen, so dass Matt pünktlich zu seiner Mittagsschicht zurück sein kann.

### 11. Kapitel – Vom Himmel gefallen
Matt und Kate kehren zu dem Skelett zurück. Kate schießt Fotos und nummeriert die Knochen des Skeletts, bevor Matt sie vorsichtig in eine Tasche packt. Während sie arbeiten, unterhalten sie sich viel und Matt erzählt Kate von seinem Traum, einmal der Kapitän der Aurora zu sein. Er erzählt ihr auch, wie schwierig es für ihn ist, da er es sich nicht leisten kann, die Luftfahrtakademie zu besuchen. Kate, die aus einer reichen Familie kommt, sympathisiert zwar mit Matt, kann das Problem jedoch nicht ganz nachvollziehen. Kate erzählt Matt im Gegenzug, dass sie das Skelett der Kreatur ausstellen und so ihre Eltern zwingen will, sie forschen und an die Universität gehen zu lassen. Weil sie ein Mädchen ist, erwarten ihre Eltern von ihr, dass sie hübsch aussieht und höflich ist und sich nicht für Forschung interessiert.
Als sie fast fertig sind, hören sie plötzlich einen Schrei aus dem Wald und sehen, wie etwas auf dem Baum neben ihnen landet. Das Wesen hat Fell in der Farbe von Wolken und springt von Baum zu Baum. Kate und Matt starren das Wesen an, das halb Panther, halb Vogel zu sein scheint. Einer seiner Flügel scheint verformt zu sein, weswegen er nicht mehr fliegen kann. Als er Kate und Matt bemerkt, flieht er und die beiden rennen ihm hinterher, bis sie an eine Steilküste kommen. Kate vermutet, dass das Wesen dasselbe ist, das ihr Großvater dabei beobachtet hat, wie es nach der Geburt vom Himmel gefallen ist. Da sie es nicht weiter verfolgen können, machen sie sich auf den Weg zurück zum Schiff, als plötzlich ein Sturm über sie hineinbricht.

### 12. Kapitel – Schiffbrüchig
Kate und Matt kämpfen sich durch den Wald, doch der Sturm wird so stark, dass sie in einer Höhle Unterschlupf suchen. In der Höhle ist es trocken und Matt nimmt einen starken Mangogeruch war, von dem er vermutet, dass er von den Bäumen außerhalb der Höhle stammt. Während sie warten, fängt Matt an Kate zu erklären, warum er sich an Land so unwohl fühlt und dass ihn der Tod von seinem Vater an Land stets verfolgt.
Als der Sturm nachlässt, legen die beiden das letzte Stück bis zum Luftschiff zurück. Als sie dort ankommen, ist Matt niedergeschlagen, da er sieht, dass die Aurora erneut halb zusammengesackt auf dem Strand liegt und ein großes Loch an der Seite klafft. Kapitän Walken verkündet der Mannschaft, dass es der Aurora in diesem Zustand nicht mehr möglich sein wird zu fliegen. Lunardi schlägt daraufhin vor aus dem unbrauchbaren Luftschiff einen Heißluftballon zu basteln, so dass eine Person darin fliegen kann, um Hilfe zu holen. Bei dem Gedanken daran, dass sein Zuhause zerstört wird, verzweifelt Matt. Als er dabei zusieht, wie Männer aus der Mannschaft gerade ein Teil aus der Aurora herausschneiden wollen, hat er plötzlich eine Idee. Er erzählt dem Kapitän von der Höhle, in der er mit Kate gewartet hat und dass er dort auf Grund des Mangogeruchs Hydrium vermutet, das Gas, mit dem das Luftschiff gefüllt wird.

### 13. Kapitel – Hydrium
In der Höhle gibt es tatsächlich Hydrium. Mit Hilfe von Gummischläuchen, die an Bord der Aurora transportiert wurden, gelingt es der Mannschaft, das Gas in das Luftschiff zu leiten.
Kates Anstandsdame findet die Knochen in Kates Tasche und stellt Matt vor dem Kapitän zur Rede. Matt schafft es, zufriedenstellende Antworten zu geben, ohne das Geheimnis über die Kreatur zu verraten. Kate bittet darum, noch einmal in den Wald zurückkehren zu dürfen, doch der Kapitän besteht darauf, dass die Mannschaft und die Gäste beim Schiff bleiben. Miss Simpkins sperrt Kate daraufhin in ihrem Zimmer ein. Kate erwartet von Matt, dass er sie befreit, doch Matt will weiteren Ärger vermeiden und geht seiner Arbeit nach.

### 14. Kapitel – Das Nest
Über Nacht füllt sich das Luftschiff mit dem Hydrium und schwebt am Morgen wieder über dem Boden. Als Matt aufwacht, wird ihm mitgeteilt, dass Kate verschwunden ist, und der Kapitän trägt ihm und Lunardi auf, Kate zu finden. Sie machen sich auf den Weg zum Steilhang, wo Matt Kate vermutet. Tatsächlich finden sie Kate dort, doch sie weigert sich zurück zum Schiff zu gehen, bevor sie nicht ein Foto von der Kreatur geschossen hat. Sie hat in der Nähe das Nest entdeckt, und während sie auf die Rückkehr der Kreatur warten, einigen Matt und Kate sich auf den Namen „Wolkenpanther“ für das Wesen. Der Wolkenpanther taucht tatsächlich auf, doch er verschwindet in seinem Nest, bevor Kate ihn fotografieren kann. Matt drängt darauf, zum Schiff zurückzukehren, doch Kate will versuchen den Wolkenpanther mit einem Fisch aus seinem Nest zu locken, den sie morgens aus der Küche geklaut hat.

### 15. Kapitel – Der Wolkenpanther
Bruce nimmt den Fisch und legt ihn auf eine Lichtung, wodurch er selber auch nach Fisch riecht. Er versteckt sich mit Matt und Kate und zusammen warten sie. Der Wolkenpanther taucht tatsächlich auf und zum ersten Mal können sie ihn in seiner ganzen Schönheit betrachten. Als er anfängt den Fisch zu fressen, wird Kate jedoch schlagartig bewusst, dass es sich bei ihm um ein wildes Raubtier handelt, etwas wovor Matt sie schon früher gewarnt hatte. Kate will unbedingt ein Foto von dem Wolkenpanther, doch der Auslöser der Kamera lenkt seine Aufmerksamkeit auf sie. Bruce rennt panisch weg, doch der Wolkenpanther wird von dem Fischgeruch, der an Bruce haftet, angelockt und er stürzt sich wild auf ihn. Matt versucht dem Wolkenpanther Angst einzujagen und Bruce schafft es wegzurennen. Doch nun ist der Wolkenpanther hinter Kate und Matt her, die ihn erst abschütteln können, als sie an den Waldrand und auf ein offenes Feld kommen. Der Wolkenpanther bleibt zurück, da er sich abseits der Bäume nicht schnell bewegen kann.

### 16. Kapitel – Die Rettung
Als sie auf das offene Feld kommen, sehen sie nicht weit von ihnen entfernt ein kleines Luftschiff. Matt erkennt sofort, dass es sich um ein Piratenschiff handelt, doch Kate ist nicht so schnell und lenkt die Aufmerksamkeit der Piraten auf sich. Matt heckt schnell einen Plan aus und hofft darauf, dass Kate sie nicht aus Versehen verrät und dass die Piraten sie nicht von der Aurora erkennen. Sie treffen auf einige der Piraten, die auch bei dem Überfall dabei waren, und letztendlich auch auf Szpirglas. Sie erzählen ihnen, dass sie mit einem kleinen Luftschiff Schiffbruch erlitten haben und die einzigen Überlebenden sind. Matt erhofft sich, dass die Piraten ihnen die Geschichte abnehmen und nicht auf die Idee kommen, nach dem Schiff zu suchen, und dabei auf die Aurora stoßen.
Szpirglas spielt den beiden ebenfalls etwas vor und gibt sich als Kapitän Anglesea von der Luftwache aus. Er lädt sie in das geheime Dorf der Piraten ein und bietet ihnen Essen und Trinken an. In dem Haus, in das sie geführt werden, müssen Matt und Kate erschrocken feststellen, dass der Kopf von einem Wolkenpanther an der Wand hängt. Szpirglas fragt Matt weiter aus, doch Matt weicht nicht von seiner Geschichte ab und erzählt eine plausible Geschichte. Sie nehmen Essen und Trinken an, doch zu spät merkt Matt, dass die Piraten ihnen Alkohol in den Saft gemischt haben und sie beide betrunken sind. Kate wird über ihre Familie ausgefragt, und Matt befürchtet, dass die Piraten versuchen werden Lösegeld für sie zu erpressen. Er plant mit Kate nachts, wenn die Piraten schlafen, aus dem Dorf zu fliehen und zurück zur Aurora zu flüchten, doch ihr Plan wird erschwert, als sie in verschiedenen Räumen untergebracht werden.

### 17. Kapitel – Die Grube
Matts Flucht wird dadurch erschwert, dass er in einem Raum genau neben Szpirglas untergebracht wird. Er schafft es trotzdem, unbemerkt zu entkommen, und läuft zum verabredeten Treffpunkt, doch Kate ist nicht da. Er entschließt sich die Hütte zu suchen, in der Kate untergebracht ist, und muss feststellen, dass sie tief schläft. Er weckt sie auf und will gerade mit ihr fliehen, als sie von den Piraten geschnappt werden. Szpirglas hatte die ganze Zeit etwas geahnt und ist sich jetzt sicher, dass die beiden von der Aurora sind. Als die beiden nicht verraten wollen, wo sich die Aurora befindet, lässt Szpirglas sie in eine Grube werfen, die mit Hydrium gefüllt ist. Hydrium ist nicht giftig, doch es verdrängt allen Sauerstoff, und so können Matt und Kate in der Grube kaum atmen. Erneut schafft es Matt, sie aus der brenzligen Situation zu retten, indem er aus ihrer Kleidung eine Art Ballon schafft, der sie mit Hilfe des Hydriums aus der Grube trägt. Sofort machen sie sich auf den Weg zur Aurora. Unterwegs machen sie eine kurze Pause und Matt traut sich Kate zu küssen. Nahe dem Luftschiff kommt ihnen im Wald ein Pirat entgegen, vor dem sie sich gerade noch verstecken können. Sie wissen nun, dass die Piraten die Aurora entdeckt haben. Als sie am Waldrand ankommen, sieht Matt, dass die Aurora genug Hydrium getankt hat, um wieder fliegen zu können. Dann entdeckt er Szpirglas und seine Männer auf der Kommandobrücke.

### 18. Kapitel – Piraten an Bord
Am Waldrand treffen sie auf Bruce, der es zwar bis dorthin geschafft hat, doch dessen Bein vom Wolkenpanther schwer verwundet wurde und stark blutet. Er erzählt ihnen, dass etwa ein halbes Dutzend Piraten das Schiff geentert haben und er Schüsse gehört hat. Die drei wissen, dass sie nur begrenzt Zeit haben, bevor die anderen Piraten das Schiff erreichen, und Kate schlägt naiv vor, die Piraten alle mit Bratpfannen, Schraubschlüsseln oder ähnlichen Gegenständen zu töten. Matt erklärt ihr, dass es nicht so einfach sein wird. Sie schaffen es unbemerkt zum Schiff und klettern über die Heckflosse hinein. Sie verstecken sich zunächst beim Hilfssteuerstand, von wo aus das Schiff auch gelenkt werden kann. Matt, der das Schiff in- und auswendig kennt, schleicht sich zuerst zu seiner Kabine, um seine Schlüssel zu holen. Danach kriecht er durch den Luftschacht und belauscht die Piraten. Er erfährt, dass acht Piraten an Bord sind und dass die anderen in weniger als drei Stunden auch dort sein werden. Er hört, dass Szpirglas plant die Aurora auszuschlachten und den Rest zu versenken. Die Besatzung und Passagiere sollen umgebracht werden, damit sie niemandem von der Basis der Piraten erzählen können. Matt schleicht sich in die Krankenstation, wo er Schmerzmittel für Bruce holt und eine Flasche Schlafmittel einsteckt. Diese überbringt er dem Schiffskoch, der das Mittel heimlich in die Fischsuppe für die Piraten mischt.

### 19. Kapitel – In der Luft
Matt und Kate beginnen die Leinen zu kappen, mit denen die Aurora an Land befestigt ist. Auf ihrem Rückweg zum Hilfssteuerstand hören sie eine Bewegung und bemerken erschrocken, dass der Wolkenpanther an Bord des Luftschiffes ist. Sie schaffen es unbeschadet zurück zu Bruce und schalten die Schiffsteuerung von der Kommandobrücke zum Hilfssteuerstand um. Matt löst die letzte Halteleine des Schiffs und gemeinsam starten sie die Motoren. Als das Schiff abhebt, verlassen sie den Raum und wollen sich gerade verstecken, als sie von zwei Piraten entdeckt werden. Matt lockt die Piraten genau über die Landungstüren, die er dann öffnet, so dass die Piraten in die Tiefe stürzen.
Matt spürt, wie sich der Kurs der Aurora verändert, und realisiert, dass Szpirglas das Schiff zurück zur Insel lenkt. Zusammen mit Kate und Bruce versucht er die Benzinzufuhr zu den Motoren zu unterbrechen, um Szpirglas’ Vorhaben zu verhindern. Nachdem Matt und Kate es schaffen, einen Motor lahmzulegen und dabei noch einen Piraten loswerden, wird Kate jedoch von dem Piraten Crumlin gefangen genommen.

### 20. Kapitel – Zum Fliegen geboren
Zum großen Glück von Matt und Kate sind die Wirkungen des Schlafmittels bei Crumlin bereits zu merken. Als der Wolkenpanther plötzlich auftaucht, versucht Crumlin ihn zu erschießen, doch er kann nicht mehr richtig zielen und erschießt stattdessen einen der anderen Piraten. Matt und Kate schaffen es zu entkommen, während Crumlin vom Wolkenpanther angegriffen und getötet wird. Sie rennen zum anderen Motor, in der Hoffnung, dass Bruce ihn ausschalten könnte, doch stattdessen finden sie Bruce tot auf dem Boden. Er wurde von einem der Piraten in den Kopf geschossen. Matt weist Kate an sich zu verstecken. Er selbst versucht Szpirglas zu stoppen, der versucht den ausgefallenen Motor wieder zu starten. Szpirglas schießt auf Matt, trifft aber nicht. Er folgt Matt bis zum Krähennest und auf die Außenfläche der Aurora. Dort sieht sich Matt plötzlich gefangen zwischen Szpirglas auf der einen und dem Wolkenpanther auf der anderen Seite. Szpirglas schubst Matt in die Tiefe, doch Matt schafft es, sich am Höhenruder abzufangen und festzuhalten. Aufschauend kann er beobachten, wie sich der Wolkenpanther vom Dach der Aurora abstößt und seine Flügel ausbreitet. Zuerst fällt er unkontrolliert, doch dann gewinnt er an Kontrolle und beginnt richtig zu fliegen. Fasziniert beobachtet Matt das Schauspiel und vergisst dabei seine Angst. Währenddessen hat Szpirglas sich zu Matt vorgekämpft und versucht, indem er ihm auf die Hand tritt, ihn erneut in die Tiefe zu stürzen. Sie liefern sich einen erbitterten Kampf, als der Wolkenpanther, begleitet von seiner ganzen Herde, an ihnen vorbeifliegt. Ein Tier löst sich aus der Herde und attackiert Szpirglas. Als dieser den Halt verliert und vom Schiff stürzt, wird er von der ganzen Herde attackiert, die Stücke aus ihm herausreißen und ihn töten.
Matt sieht, dass die Aurora viel zu tief auf den Berg der Insel zufliegt. Mit dem Wunsch, sein Zuhause zu retten, nimmt er all seine Kraft zusammen und schafft es bis zur Kommandobrücke. In seinem Kopf hört er Anweisungen vom Kapitän und schafft es, die Aurora auf einen höheren Kurs zu bringen. Plötzlich steht der Kapitän tatsächlich hinter Matt. Er erlaubt ihm das Schiff weiter zu fliegen und sagt, dass Matt wahrlich zum Fliegen geboren sei.

### 21. Kapitel – Vor Anker
Die Ausstellung des Wolkenpanthers ist gefüllt mit Menschen und es dauert eine Weile, bis Matte es schafft, zu Kate durchzukommen. Sie gehen raus auf die Terrasse und Kate fragt Matt, wie es ihm in Paris gefällt.
Matt studiert nun an der Luftschiffakademie. Nachdem die Aurora es zurück nach Sydney geschafft hatte, konnte er der Polizei von der Basis der Piraten berichten, wofür er eine Belohnung kassierte. So ist es ihm möglich, die Akademie zu bezahlen und gleichzeitig seine Mutter und Schwestern weiter zu unterstützen.
Matt und Kate schwelgen in Erinnerungen an ihr Abenteuer und Kate erzählt, dass sie bald wegen einer Forschungsreise zu der Insel zurückkehrt. Sie verkündet außerdem, dass ihre Eltern ihr endlich erlaubt haben an einer Universität zu studieren und Matt empfiehlt ihr, nach Paris zu ziehen.

## Figuren

### Hauptfiguren
Matt Cruse
Matt Cruse ist fünfzehn Jahre alt und Kabinensteward auf dem Luftschiff Aurora. Sein Vater hat früher als Segelmacher ebenfalls auf der Aurora gearbeitet, doch dann verunglückte er vor drei Jahren tödlich, als das Luftschiff in einen Sturm geriet. Nach dem Tod seines Vaters fing Matt mit zwölf Jahren an zu arbeiten, um seine Mutter und seine beiden Schwestern Sylvia und Isabel, die noch in seiner Heimat Löwentorstadt wohnen, finanziell zu unterstützen.
Matt vermisst seinen Vater sehr. Er liebt es mit dem Luftschiff zu fliegen, weil er sich dort seinem Vater verbunden fühlt, träumen kann und sich frei fühlt. Als er sechs Jahre alt war, hat ihn sein Vater das erste Mal mit auf die Aurora genommen. Schon damals wusste Matt, dass er einmal Kapitän auf einem Luftschiff werden möchte.
Die Aurora ist für Matt sein zu Hause. Er besitzt nichts, außer einen Kompass, den ihm sein Vater zum zehnten Geburtstag geschenkt hat, und acht Büchern, die damals seinem Vater gehörten. Die Mannschaft des Schiffes ist mit der Zeit seine Familie geworden.
„Ich hatte es nie über mich gebracht, meiner Mutter zu sagen, wie tröstlich ich es fand, auf Vaters altem Luftschiff zu sein. Jeder hier hatte meinen Vater gekannt und sie waren alle sehr nett zu mir, vor allem Kapitän Walken. Baz hatte mich sofort unter seine Fittiche genommen, er war wie ein älterer Bruder für mich. Ich hatte das Gefühl, eine neue Familie in der Luft gefunden zu haben. Auch mein Vater schien stets in meiner Nähe zu sein und besuchte mich oft in meinen Träumen.“ (S. 280)
Manchmal fühlt sich Matt schuldig, weil er so wenig zu Hause ist, aber er fühlt sich an Land jedes Mal sehr unwohl. Wenn er im Haus seiner Mutter ist trauert Matt viel um seinen Vater und das Haus kommt ihm wie ein Gefängnis vor. An Land hat er außerdem das Gefühl schwer zu sein und nicht vom Fleck zu kommen, was sich schlagartig ändert, wenn Matt ein Flugschiff betritt.
In der Luft fühlt sich Matt besser als an Land, er kann dort besser schlafen und die Luft fühlt sich für ihn wie der natürlichste Ort an. Die Leute sagen oft, dass Matt „leichter als Luft“ sei, weil er sich an Bord der Aurora müheloser als alle anderen bewegt. Matt führt dies unter anderem darauf zurück, dass er schon in der Luft geboren wurde. Seine Eltern reisten damals während der großen Immigration auf einem Luftfrachter von Europa nach Löwentorstadt. Matt sollte eigentlich erst einen Monat später geboren werden, doch dann kam er auf dem Luftschiff zur Welt.
Die Aurora bedeutet Matt alles. Er würde alles für sie tun und leidet sehr, als sie nach der Notlandung auf Insel in einem schlechten Zustand ist. Als Matt erfährt, dass er nicht der neue Segelmacher auf der Aurora werden kann, schlägt Bruce Lunardi vor, dass Matt auf ein anderes Schiff wechselt, doch Matt sagt, dass er das niemals tun wird.
„Ich hatte alles in dieses Schiff gelegt, alle glücklichen Momente, die ich je gehabt hatte, und all meine Hoffnungen. Mein Gefühl von Zugehörigkeit war untrennbar mit dem Schiff unter meinen Füßen verbunden.“ (S. 522–523)
Nachdem Matt und Kate erfolgreich die Piraten bekämpft haben und den zuständigen Behörden über die geheime Basis der Luftpiraten informieren konnten erhält Matt eine hohe Summe Geld als Belohnung und kann es sich endlich leisten auf die Luftfahrt-Akademie in Paris zu gehen, um die Ausbildung zu erhalten, die er braucht, um Segelmacher zu werden. Für ihn geht damit ein Traum in Erfüllung und gleichzeitig bricht es ihm das Herz, die Aurora zu verlassen.
Zu Matts Freude zieht auch Kate de Vries zum Studieren nach Paris, in die er sich auf dem Luftschiff verliebt hat. Für sie und ihre Ziele riskiert er waghalsig seine Stelle und sein gutes Verhältnis zum Kapitän.
Kate de Vries
Kate de Vries kommt als Passagierin auf die Aurora. Matt lernt sie als überdurchschnittlich wissbegierige und neugierige Person kennen. Kate liest sehr viel und möchte forschen und Abenteuer erleben. Ihr Großvater Benjamin Molloy ist mit einem Heißluftballon um die Erde gesegelt und hat dabei eine neue Tierart entdeckt, bevor er gestorben ist. Kate hat seine Aufzeichnungen dabei und setzt es sich als Ziel, die Forschung ihres Großvaters weiter zu führen.
Kate stammt aus einer reichen Familie, die von ihr erwartet, dass sie höflich ist, sich schick kleidet und ihre Rolle als Frau erfüllt. Dies bedeutet, dass es sich für sie nicht gehört an der Universität zu studieren, auch wenn dies Kates Wunsch ist.
Kate ist ungefähr in Matts Alter, jedenfalls nicht älter als fünfzehn, und hat langes, rot-braunes Haar. Sie ist dickköpfig, stark und hat vor fast nichts Angst. Sie liebt das Abenteuer und will einmal Archäozoologie an der Universität studieren. Sie ist sehr aufmerksam und interessiert und gut im Zuhören.
Gleichzeitig ist Kate sehr naiv. Da sie aus einer reichen Familie stammt, kann sie sich nicht vorstellen, wieso es für Matt ein Problem sein sollte auf die Luftfahrt-Akademie zu gehen und Kapitän zu werden. Obwohl sie Verständnis für ärmere Leute, wie zum Beispiel Matt hat, weiß sie doch nicht was Armut oder Hunger bedeuten. Bedenkenlos bringt sie Matt in Situationen, die ihn den Job kosten könnten, ohne zu realisieren, was für eine existentielle Bedeutung seine Arbeit für ihn hat. Ihre Naivität zeigt sich auch, als Kate ein Foto von dem Wolkenpanther machen will und das Gefahrenpotential enorm unterschätzt.
„Kate zog ein erstauntes Gesicht. „Gefährlich? Weißt du nicht mehr, wie er vor uns davongerannt ist?““
„Er ist ein wildes Tier.“
„Er ist so sanft wie ein Kätzchen, siehst du das denn nicht? Er ist ganz scheu.“ (S. 374)
Matt warnt sie vor dem Wolkenpanther, doch Kate unterschätzt die Situation. Kurz darauf wird Bruce Lunardi vom Wolkenpanther angefallen und schwer verletzt.
Als Kate und Matt im Dorf der Piraten festsetzen regt sich Matt über Kate auf.
„Wie typisch für sie, zu glauben, dass ihr tollkühner Plan funktionieren würde.“ (S. 420)
Kate ist manchmal sehr egoistisch, wenn sie ihren Willen durchsetzen will und sich ein Ziel gesetzt hat, dabei jedoch nicht darüber nachdenkt, was für Konsequenzen ihr Handeln für andere hat. So bringt sie Matt durch ihre Alleingänge in Schwierigkeiten und verhindert den geplanten Abflug der Aurora von der Insel.
Für Kate ist es sehr wichtig, einen Forschungserfolg auf der Insel zu erzielen, da sie darin ihre einzige Chance sieht, ihre Eltern dazu zu zwingen, sie an der Universität studieren zu lassen. Im Endeffekt schafft sie es durch die Entdeckung der Wolkenpanther einen Erfolg in der wissenschaftlichen Gesellschaft zu erzielen und kann in Paris studieren.
Kate ist grundsätzlich eine sehr offene Person, die normalerweise direkt sagt was sie denkt. Sie kann gut schauspielern und hat Talent dazu anderen zu verstehen zu geben was ihre Meinung ist oder was sie von einer Sache hält.

### Nebenfiguren
Baz Hilcock
Baz ist 18 Jahre alt und stammt aus Australien. Auf der Aurora teilt er sich mit Matt eine Kabine. Sie sind sehr gut befreundet und Baz ist für Matt eine Art großer Bruder. Baz ist immer gut gelaunt und schafft es mit seiner Art immer, Matt aufzuheitern. Zurück in Australien fragt er seine Freundin Teresa, ob sie ihn heiraten will, und als sie ja sagt, macht er Matt zu seinem Trauzeugen.
Bruce Lunardi
Bruce Lunardi ist der Sohn von dem bekannten Unternehmer Otto Lunardi, dem die Aurora sowie vierzig weitere Luftschiffe gehören. Auf Grund der Position seines Vaters wird Bruce als Segelmacher auf der Aurora eingestellt und besetzt die Position, die eigentlich Matt versprochen war. Bruce hat eigentlich nicht viel Interesse an dem Beruf des Segelmachers, doch er hat eine Abmachung mit seinem Vater getroffen, nach der er zwei Jahre lang auf der Aurora arbeiten muss, bevor er seine eigenen Ziele verfolgen kann.
Bruce ist 17 oder 18 Jahre alt, sieht sehr gut aus und hat Humor. Er hat leichte Höhenangst und langsame Reaktionen. Er beneidet Matt dafür, dass er sich so angstfrei auf dem Luftschiff bewegen kann, und dafür, dass Matt genau weiß, was er möchte. Bruce hat Angst, dass er keine besonderen Talente hat und nie einen Beruf finden wird, in dem er wirklich gut ist.
Auf der Insel, auf der die Aurora strandet, wird Bruce vom Wolkenpanther angegriffen und schwer verletzt. Trotzdem kämpft er tapfer mit Matt und Kate gegen die Piraten, wird jedoch von einem der Piraten erschossen und stirbt an Bord des Luftschiffs.
Im Dritten Band der Buchreihe (Sternenjäger) wird erwähnt, dass er sich für Astronomie interessierte.
Kapitän Walken
Kapitän Walken ist seit vielen Jahren der Kapitän der Aurora. Er hat schon mit Matts Vater zusammengearbeitet und hat nach dessen Tod dafür gesorgt, dass Matt auch auf der Aurora arbeiten kann. Er sieht großes Potential in Matt und möchte ihn so bald wie möglich befördern. Als er gezwungen ist Bruce Lunardi als Segelmacher einzustellen, obwohl er Matt die Stelle versprochen hatte, fühlt er sich unehrlich und schuldig.
Er ist ein höflicher Mann, der anderen Menschen sehr respektvoll gegenüber ist. Bei der Mannschaft ist er überaus beliebt. Er ist sehr ehrlich und mutig und strahlt auch in gefährlichen Situationen große Ruhe aus. Er geht auf die Sechzig zu, hat einen gepflegten Vollbart, ruhige, freundliche Augen, einen grauen Lockenkopf und breite Schultern.
Vikram Szpirglas
Vikram Szpirglas ist ein weltweit bekannter und gefürchteter Pirat. Es kursieren viele grausame Geschichten über ihn. Es ist bekannt, dass er Frachter und Passagierschiffe plündert und, wenn nötig, auch Menschen tötet, um sich den nötigen Respekt zu verdienen. Er und seine Piratenbande überfallen die Aurora und plündern die Zimmer der Passagiere, während diese alle zusammen in einem Raum bewacht werden. Szpirglas erklärt den Anwesenden: „Sie müssen verstehen, ich besitze nichts als einen guten Namen. Die Leute kennen mich, sie wissen, dass ich vielleicht an Bord ihres Schiffs komme und ihre Wertgegenstände an mich nehme. Sie wissen, dass ich ein Pirat bin. Um ein guter Pirat zu sein, muss man respektiert und gefürchtet werden. Was würde also aus mir werden, wenn die Leute anfangen zu glauben, sie könnten sich mit dem guten, alten Szpirglas einen Scherz erlauben? Wenn sie meinen, sie könnten mich überlisten, versuchen, mich zu fangen? Nein, das kann ich auf keinen Fall zulassen. Ich muss meinen guten Namen schützen, koste es, was es wolle.“ (S. 169) Er findet daraufhin heraus, dass der Funkoffizier Mr. Featherstone heimlich versucht hat einen Notruf abzuschicken. Bevor Szpirglas Featherstone erschießt, verkündet er: „Ich lasse nicht mit mir spaßen. Ich töte nur äußerst ungern, aber ich werde es tun, wenn man mich dazu nötigt. Wenn Sie mir nicht den angemessenen Respekt erweisen, dann zwingen sie mich dazu, ihn mir zu verdienen!“ (S. 170)
Vikram Szpirglas ist ein gut aussehender Mann mit einer hohen, intelligenten Stirn, lockigem Haar, großen Augen und bleicher Haut. Er lebt in einem Dorf auf der Insel, auf der die Aurora strandet. Er tut alles, um das Dorf geheim zu halten und zu beschützen, weil dort auch sein etwa vier Jahre alter Sohn Theodore lebt. Theodore hat riesige braune Augen, perfekt geschwungene Lippen, gewelltes Haar und dunkle Augenbrauen und sieht seinem Vater sehr ähnlich. Die Mutter des Jungen ist bei seiner Geburt gestorben.
Matt ist überrascht zu erfahren, dass Szpirglas ein überaus liebevoller Vater ist. Er bringt seinem Sohn kleine Geschenke von seinen Raubzügen mit und erzählt ihm viele spannende Geschichten. „Szpirglas’ Gesicht und Stimme waren völlig verändert, als er mit seinem Sohn sprach. Der scharfe, spöttische Humor, den er an Bord der Aurora gezeigt hatte, und alles Bedrohliche waren verschwunden. Seine Augen waren groß und unschuldig wie die seines Jungen.“ (S. 411) Szpirglas stirbt beim Kampf mit Matt, als er vom Rücken des Luftschiffs rutscht. Im Band Sternenjäger erfährt man außerdem, dass er eine weitere Tochter namens Nadira hat. Ihre Mutter war eine Zigeunerin.
Marjorie Simpkins
Marjorie Simpkins ist die Anstandsdame von Kate de Vries. Sie ist um die dreißig und eine gut aussehende Frau mit scharfen Gesichtszügen. Sie trägt gewöhnlich viel Make-up und kleidet sich sehr schick. Sie ist sehr unfreundlich, schimpft und beschwert sich viel. Gleichzeitig genießt sie es, Aufmerksamkeit zu bekommen. So täuscht sie häufig Kopfschmerzen vor, um umsorgt zu werden und nicht arbeiten zu müssen. Sie ist nicht sehr zuverlässig was ihre Aufsichtspflicht betrifft, auch machen sie und Kate Abmachungen, sodass Kate z. B. ihren Eltern von Miss Simpkins` heimlichen Liebhaber nichts erzählt, sich aber dafür mit Matt treffen kann.

## Beziehung zur Wirklichkeit
Wolkenpanther spielt in unserer Welt, zur Zeit der Luftschiffe, etwa am Ende des 19. Jahrhunderts und ist ein typischer Steampunk-Roman. Bis auf einige ausgedachte Fakten stimmt es mit unserer Geschichte überein. So kann etwa ein Luftschiff tatsächlich nicht sein Eigengewicht tragen oder der Südpazifik war wirklich früher ziemlich unerforscht, es könnte sein, dass sich dort noch unentdeckte Tierarten befinden könnten. Außerdem stimmt es, dass ein Material namens Goldschlägerhaut existiert.

### Das Gas Hydrium
Dieses Gas ist eine Erfindung des Autors. Es ist sicherer und tragender als Wasserstoff oder Helium. In der Realität gibt es allerdings kein Gas, das einen stärkeren Auftrieb als Wasserstoff erzeugen kann, außer wenn es erheblich heißer wäre.
Hydrium verdrängt sämtliche Atemluft, was Matt und Kate zum Verhängnis wird, als sie von Piraten in eine Grube gestoßen werden, aus deren Grund Hydrium entweicht. Dies wäre bei starken Gaseruptionen nicht unmöglich, aber normalerweise würde ein derartiges Gas einfach schnell aufsteigen und sich der Boden einer Grube mit der schwereren Umgebungsluft füllen.
Auf der gesamten Insel entweicht aus Felsspalten Hydrium, mit dem man sofort ein Luftschiff befüllen kann, was sehr selten ist. Hydrium muss normalerweise erst raffiniert werden.

### Das Metall Alumiron
Ebenso wie Hydrium von Oppel erfunden, ein leichtes Metall, ähnlich wie Aluminium, das unter anderem für das Gerüst eines Luftschiffs benutzt wird.

### Löwentorstadt
Löwentorstadt, eine Stadt mit Luftschiffhafen, in der Matt Cruse lebt und Kates Familie ein Anwesen hat, gibt es in Kanada nicht. Löwentorstadt kann aber an die Metropole Vancouver in British Columbia angelehnt sein. Die Erwähnungen im Buch weisen auf eine Lage im Westen Kanadas hin. Gestützt wird diese Annahme durch das Vorhandensein der “Lionsgate Bridge” (Löwentor-Brücke) in Vancouver.

### Ornithopter
Ornithopter sind Fluggeräte, die ähnlich wie Kleinflugzeuge aussehen, deren Flügel allerdings stetig auf- und abschlagen. Matt verabscheut sie wegen ihrer Lautstärke und ihrem insektenartigen Aussehen, doch zum Beispiel Fotografen mieten diese Geräte, um Bilder von den großen Luxusluftschiffen schießen zu können. Der Begriff Ornithopter wurde bereits von Leonardo da Vinci verwendet.

## Literarische Kritik
Airborn erhielt ein insgesamt positives Presseecho. Die Publishers Weekly findet nur Lob.

## Nominierungen und Auszeichnungen
Airborn erhielt verschiedene Auszeichnungen. Zu den wichtigsten gehören der Ruth and Sylvia Schwartz Children’s Book Award (2005), der Red Maple Award (2005) und die Auszeichnung als Michael L Printz Honor Book (2005).
Sämtliche Auszeichnungen als Übersicht:
| 2004 | Governor General’s Award for Children’s Literature |
| 2005 | Michael L. Printz Award Honor Book                 |
| 2005 | Red Maple Award                                    |
| 2005 | Ruth and Sylvia Schwartz Children’s Book Award     |
| 2007 | Red Cedar Book Award                               |

## Hörbuch
Am 9. August 2007 erschien bei Full Cast Audio eine Hörbuchausgabe der englischsprachigen Fassung des Buches, die von David Kelly eingelesen wurde. Am 15. Februar 2006 erschien bei Beltz & Gelberg eine Hörbuchausgabe der deutschsprachigen Fassung des Buches, die von Marian Funk eingelesen wurde.

## Öffentliche Buchpräsentationen
Das Buch wurde beim Kinder- und Jugendprogramm des 16. Internationalen Literaturfestivals Berlin im September 2016 als Deutschlandpremiere in Anwesenheit des Schriftstellers vorgestellt.

## Belege
1. ↑  http://www.harpercollins.ca/
2. ↑  http://www.beltz.de/kinder_jugendbuch.html
3. ↑  Kenneth Oppel Bibliography (Memento vom 13. Juni 2016 im Internet Archive)
4. 1 2 3  2011 Ruth and Sylvia Schwartz Children’s Book Awards Winners Announced (Memento vom 1. Juni 2016 im Internet Archive)
5. ↑  http://www.accessola.org/web/Documents/OLA/Forest/Archives/RedMaple-Archive.pdf
6. ↑  http://www.publishersweekly.com/978-0-06-053180-5
7. ↑  http://www.accessola.org/web/Documents/OLA/Forest/Archives/RedMaple-Archive.pdf
8. ↑  http://www.ala.org/yalsa/booklistsawards/bookawards/printzaward/previouswinners/winners
9. ↑  http://www.ala.org/yalsa/booklistsawards/bookawards/printzaward/previouswinners/winners
10. ↑  https://www.librarything.com/bookaward/Red+Maple+Award
11. ↑  http://www.cln.bc.ca/Kid's_Space/Red_Cedar.htm
12. ↑  http://www.fullcastaudio.com/
13. ↑  Archivierte Kopie (Memento des Originals vom 1. Juni 2016 im Internet Archive)  Info: Der Archivlink wurde automatisch eingesetzt und noch nicht geprüft. Bitte prüfe Original- und Archivlink gemäß Anleitung und entferne dann diesen Hinweis.
14. ↑  http://www.literaturfestival.com/kjl